# Prionotes
Prionotes es un género con dos especies de plantas fanerógamas perteneciente a la familia Ericaceae.

## Taxonomía
El género  fue descrito por Robert Brown y publicado en Prodromus Florae Novae Hollandiae 552. 1810. La especie tipo es: Prionotes cerinthoides

## Especies
- Prionotes cerinthoides
- Prionotes secunda